# Transcom
Transcom är ett multinationellt callcenterföretag som säljer outsourcade tjänster såsom kundhantering, kredithantering och tolkförmedling. Företaget grundades i Sverige år 1995, men har idag verksamheten i Europa, Nord- och Sydamerika, Asien och Afrika. Transcom sysselsätter över 29.000 människor på 62 platser . Brian Johnson utsågs till VD och koncernchef 2024.

## Transcom Sverige
Transcom Sverige grundades som ett kundtjänstföretag inom Kinnevik gentemot Comviqs mobiltelefonkunder (Tele2:s mobiltelefonverksamhet) i Sverige 1995. Under de följande åren växte verksamheten till att omfatta Tele2:s fasta telefonikunder samt tjänster till Viasats parabol-TV-kunder (ett företag inom Modern Times Group). I takt med att kunderna expanderade sin geografiska täckning utökades verksamheten till att omfatta Norge och Danmark. Snart började Transcom erbjuda sina tjänster till andra branscher. Callcenter fanns bland annat i Karlskoga, Norrköping och Strömsnäsbruk.
I slutet av 1997 började SEC (Societe Europeenne de Communications S.A.) sälja fasta telefonitjänster i Europa via sitt dotterbolag Tele2 Europe. Under de följande åren utökades verksamheten till att omfatta de flesta europeiska länder och företaget blev en MNVO, en virtuell mobilnätverksoperatör. Samtidigt och i syfte att motsvara kraven på kundsupport startade Tele2 Europe Transcom Europe.
Dessa två parallella organisationer gick i slutet av mars 2000 samman till Transcom World-Wide S.A. med huvudkontor i Luxemburg. Transcom World-Wide S. A. har cirka 20 000 anställda samt finns etablerat i 29 länder. Bolaget är inte längre börsnoterat på Stockholmsbörsen, då det blev uppköpt av Altor år 2017.
Transcom Sverige har cirka 3 000 anställda. Huvudkontoret ligger i Stockholm och är ett helägt dotterbolag till Transcom World-Wide S. A.  Transcom Sverige hanterar idag cirka 400 000 inkommande samtal och över 100 000 administrativa åtgärder per vecka. I Sverige finns Transcom även i Eskilstuna, Borås och Örebro.
Transcom CMS är Transcoms inkassoföretag. Transcom CMS säljer tjänster inom hela kredithanteringskedjan; alltifrån fakturering och reskontraservice, till inkasso och juridiska tjänster. 
Transvoice grundades 2004, med affärsidén att sälja tolktjänster.
Transcom Worldwide AB avnoterades från Stockholmsbörsen i april 2017 sedan Altor köpt upp företaget.

## Kritik
Finansinspektionen gav i maj 2007 Transcom AB en varning och en straffavgift på 500 000 kronor då bolaget under 11 månader bedrivit verksamhet som försäkringsförmedlare utan att de anställda genomfört föreskriven utbildning i försäkringsförmedlarens roll och ansvar, vilket är en förutsättning för tillstånd.

## Fotnoter
1. ↑  hämtat från: tyskspråkiga Wikipedia.[källa från Wikidata]
2. ↑  About transcom Arkiverad 16 juni 2011 hämtat från the Wayback Machine. - officiell webbsida
3. ↑  ”Altor initierar tvångsinlösen och Transcom avnoteras”. Nasdaq OMX. 27 mars 2017. https://newsclient.omxgroup.com/cdsPublic/viewDisclosure.action?disclosureId=765376&lang=sv. Läst 6 februari 2021.
4. ↑  ”Finaninspektionen: Sanktioner mot 30 försäkringsförmedlare”. Arkiverad från originalet den 25 juni 2010. https://web.archive.org/web/20100625000644/http://www.fi.se/Templates/Page____8066.aspx.